# جون ميلز (كاتب)
جون ميلز (بالإنجليزية: John Mills)‏ هو كاتب كندي، ولد في 23 يونيو 1930 في لندن في المملكة المتحدة، وتوفي في 16 يناير 2016.